# Kloster Engelgarten

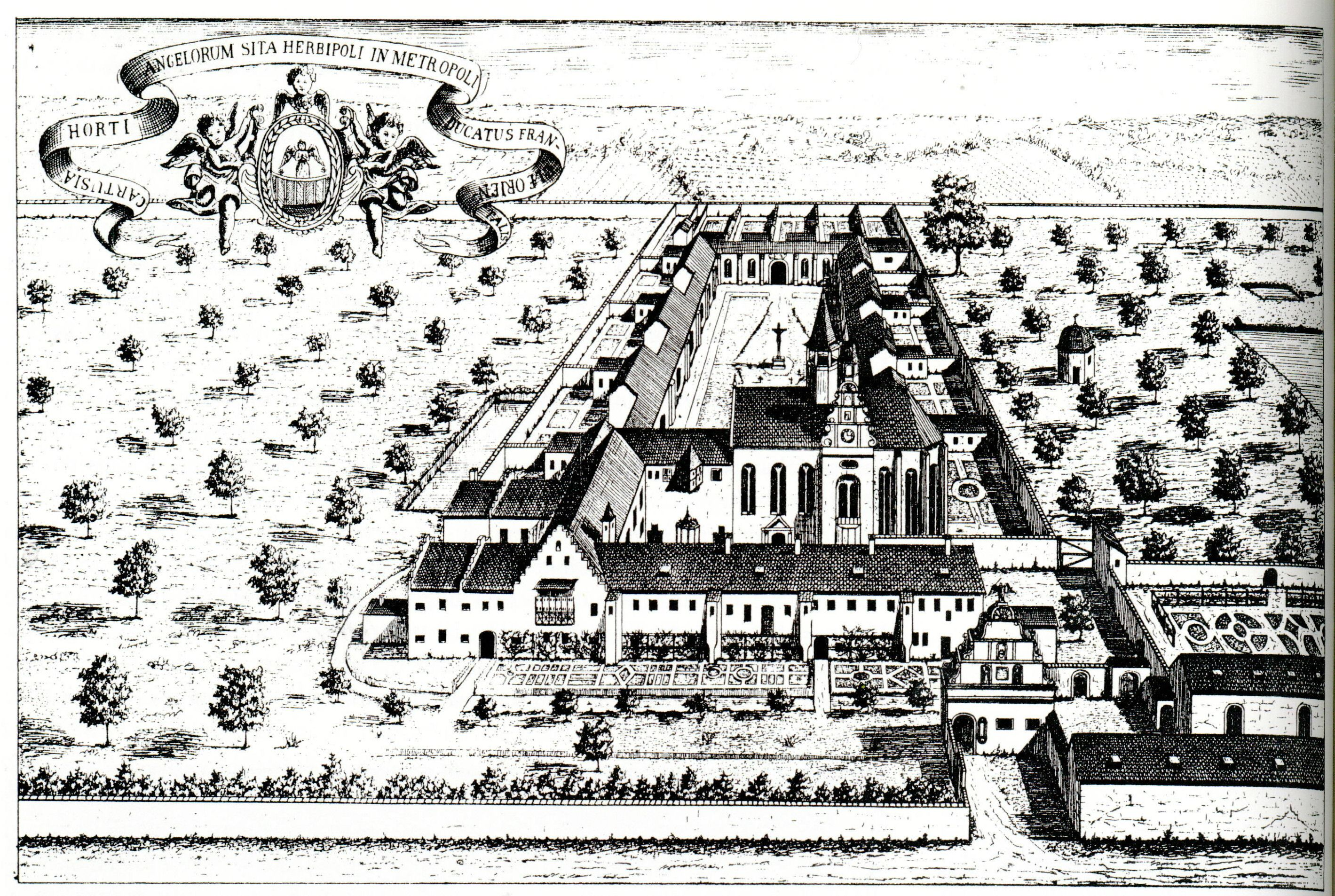
Das Kloster in einer alten Ansicht

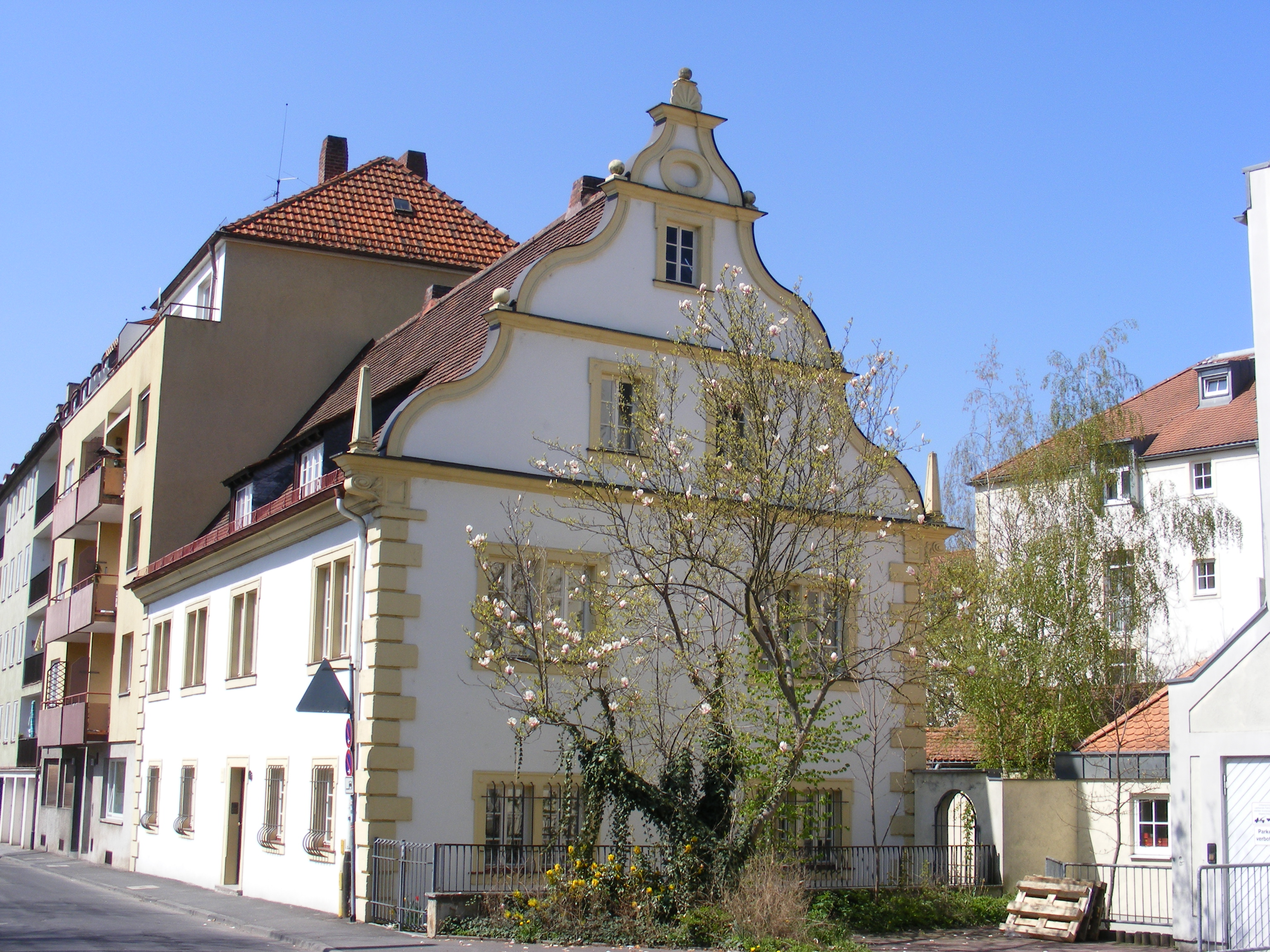
Ehemaliges Mühlhaus des Kartäuserklosters

Das Kloster Engelgarten (lateinisch Hortus angelorum) oder die Kartause Engelgarten ist ein ehemaliges Kloster der Kartäuser in Würzburg in Bayern in der Diözese Würzburg. Es lag an der Stelle, wo sich heute das Mainfranken Theater befindet.

## Geschichte
Als Stifter der Würzburger Kartause Engelgarten, genannt auch Karthause Engelgarten, kommen mehrere Personen infrage. Johannes de Ariete, zu deutsch Johann vom Steren (etwa 1270–1329; vgl. Bürgerspital zum Heiligen Geist), verkaufte das weitgespannte Gelände am 17. Dezember 1348 an die Kartäuser. Das Gebiet wurde „Teufelsgarten“ genannt, weil der Vorbesitzer dem Patriziergeschlecht Teufel entstammte und eben so hieß. Der Würzburger Bischof Albrecht von Hohenlohe nahm dann die Umbenennung in „Engelgarten“ vor. Das 1351 bis 1352 gebaute Kloster wurde am 13. Mai 1352 durch den Bischof geweiht und dem Schutz aller Engel unterstellt (lateinisch omnes sancti angeli). Zum ersten Oberen wurde Johann von Echternach ernannt.
In der Frühzeit des Klosters sind mehrere einflussreiche, vor allem aus Patrizierfamilien stammende, Stifter überliefert. Domdekan Eberhard von Riedern, Domherr Eberhard von Hirschhorn, Konrad Zingel und Hartmodus Beyer brachten den Mönchen Wohlstand und Land in der Umgebung. 1397 erschütterte der Aufstand der Würzburger Bürger gegen Bischof Gerhard von Schwarzburg die nahegelegene Stadt. Die Burggrafen von Nürnberg, Friedrich und Johann, verhinderten Zerstörungen auf dem Gelände der Kartause. Die Lage entspannte sich wieder im 15. Jahrhundert und die Kartause brachte den Schriftstellermönch Heinrich Reicher hervor.
Im Jahr 1525, während des Deutschen Bauernkriegs, wurde das Würzburger Kartäuserkloster, anders als etwa Astheim oder Tückelhausen nicht zerstört. Die Reformation brachte dann allerdings auch Würzburg einen Mönchsschwund. 1574 ist in der Kartause nur ein Mönch überliefert. Im Jahr 1631 nahm das Kloster verfolgte Brüder aus Grünau in der Kartause auf. Kurze Zeit später mussten die Würzburger Kartäuser selbst vor den Schweden auf die Festung flüchten. Diese quartierten ein Regiment in den leerstehenden Klostergebäuden und sorgten so für große Zerstörungen.
1648, nach dem Ende des Dreißigjährigen Krieges, erfuhr das Kloster einen Aufschwung. 1666 erhielt es Höfe in Oberpleichfeld, so dass es 1797 weit verstreute Besitzungen im gesamten Bistum innehatte. Auch die Zahl der Mönche blieb konstant.
Das Ende des Klosters erfolgte 1803 mit der Säkularisation. Die Mönche wurden vertrieben und die Kapelle der Klosterkirche im April 1803 (die ganze in Stand gesetzte Kirche erst 1811) in ein protestantisches Gotteshaus verwandelt, dessen Pfarrer Karl Heinrich Fuchs, bereits 1802 die ersten öffentlichen protestantischen Gottesdienste seit 1634 in Würzburg abgehalten hatte. Die neuen Besitzer des Geländes, das durch sechzehn geteilt worden war, nutzten es als „Orthopädische Heilanstalt“, als „Wasser- und Dampfbadeanstalt“ und als Brauerei. Der Abriss der Gebäude erfolgte 1853 als Platz für den Bahnhof der Ludwigs-West-Bahn benötigt wurde. An die Kartäuser in Würzburg erinnern heute noch der Straßenname „Kartause“ und die Gaststätte „Zum Karthäuser“.

## Architektur
Aufgrund der vielen Stiftungen erhielt das Kloster bereits in den 1470er Jahren mehrere Gebäude. Darunter waren die Kirche, eine Sakristei, ein Kapitelsaal, ein Refektorium und mehrere Mönchszellen. 1575–1590 errichtete man eine weitere Kapelle. Vor Beginn des 17. Jahrhunderts wurde die Kirche zu einem Saalbau mit dreijochiger Laienkirche umgebaut, Renaissancegiebel wurden am Torhaus angebracht.
Die noch erhaltene Klostermühle stammt ebenfalls aus dem 17. Jahrhundert. Sie besitzt ein Satteldach und ist mit Volutengiebeln ausgestattet. Das Gebäude wurde im Zweiten Weltkrieg zerstört, jedoch 1961 wieder aufgebaut. Die Mühle wird vom Bayerischen Landesamt für Denkmalpflege unter der Nummer D-6-63-000-241 als Baudenkmal gelistet.

## Name des Klosters
Das Kloster erhielt im Laufe der Zeit viele verschiedene Namen. In lateinischen Urkunden tauchen die Bezeichnungen „Cartusia Herbipolitani“, „Cartusia Herbipolensis“, „Cartusia Herbipolitana“ auf. Der Name der Anlage wird bei „Cartusia Horti Angelorum“ (deutsch „Kartause Engelgarten“) und „Cartusia de Horto Angelorum“ verwendet. Im Französischen wurde sie „Chartreuse du Jardin des Anges“ genannt.